# Gainbridge Fieldhouse
La Gainbridge Fieldhouse (anciennement Bankers Life Fieldhouse et Conseco Fieldhouse) est une salle omnisports située dans le Wholesale District au cœur de la ville d'Indianapolis, Indiana.
Actuellement, c'est le parquet à domicile des Pacers de l'Indiana de la National Basketball Association ainsi que des Fever de l'Indiana de la Women's National Basketball Association. De 2001 à 2004, la salle était le terrain de jeu des Indiana Firebirds de l'Arena Football League. Le Indiana Ice de l'United States Hockey League utilise parfois la patinoire en tant que domicile durant la saison. Le Bankers Life Fieldhouse a une capacité de 18 345 places pour le basket-ball et 15 490 pour le hockey sur glace ainsi que pour le football américain en salle, avec 69 suites de luxe et 2 400 sièges de club.

## Histoire
Les premiers travaux ont commencé le 22 juillet 1997 et l'arène fut inaugurée le 6 novembre 1999. Son coût de construction était de 183 millions de dollars et la salle remplaça l'ancien Market Square Arena (16 530 places). Le Bankers Life Fieldhouse appartient à Capital Improvements Board puis à la ville d'Indianapolis, il est géré par Pacers Sports & Entertainment. Les architectes qui ont conçu l'arène étaient de la firme Ellerbe Becket. Les droits d'appellation ont été achetés par Conseco, une compagnie d'assurance basée à Carmel (Indiana).
La salle est située en plein milieu de la ville, dans le quartier historique de Georgia Streets dont l'architecture a respecté le style rétro, le Bankers Life Fieldhouse fut l'un des plus vastes chantiers jamais entrepris aux États-Unis. Environ 1 200 ouvriers ont ainsi travaillé à plein temps pendant 2 ans à sa construction, aidés par la plus grande grue du monde. À l'intérieur, le scoreboard central paré de 4 écrans géants est situé à plus de 9 mètres de hauteur. Dans le lobby, l'entrée de la salle, le club expose un vieux guichet et une citation de James Naismith, l'inventeur du jeu : « Le basket-ball a réellement commencé dans l'Indiana, qui demeure la capitale de ce sport ». Sur les murs y figurent des photos des joueurs marquants de l'histoire des Pacers, des coupures de journaux et également un rappel, sous la forme d'une vidéo, que la ville est aussi célèbre tout autour de la planète, grâce à sa course automobile, l'Indianapolis 500.
En 2002, le Bankers Life Fieldhouse a servi comme l'un des deux emplacements pour le Championnat du monde de basket masculin 2002, partageant les honneurs avec le RCA Dome. L'arène a accueilli trois tournois de basket-ball de la Big Ten Conference (2002, 2004, et 2006). Conseco Fieldhouse a organisé le WWE The Great American Bash 2006 le 23 juillet 2006, le premier WWE PPV à Indianapolis en presque 10 ans. Le dernier était le WWF In Your House: Buried Alive le 20 octobre 1996 au Market Square Arena.
Depuis le début de la saison 2012-2013, le « Fieldhouse » devient le second amphithéâtre après celui du Toyota Center de Houston à être équipé d'un tableau d'affichage central à écrans géant du style « Cowboys Stadium » après avoir remplacé l'ancien tableau qui est vétuste.
D'importants travaux de rénovation ont lieu entre 2020 et 2022. Ils incluent notamment l'installation d'un nouveau tableau d'affichage central à écrans géants.

## Événements
- Championnat du monde de basket masculin 2002
- Big Ten Conference men's basketball tournaments, 2002, 2004, 2006, 2008 à 2012, 2014 et 2016
- WWE The Great American Bash, 23 juillet 2006
- WWE SummerSlam 2008, 17 août 2008
- Concert de Lady Gaga (The Monster Ball Tour), 15 juillet 2010
- WWE Survivor Series 2012, 18 novembre 2012.
- Concert de Paul McCartney, 14 juillet 2013
- Concert d'Elton John le 1er avril 2022 lors de sa tournée d'adieu
- WWE Fastlane 2023, 7 octobre 2023

## Galerie

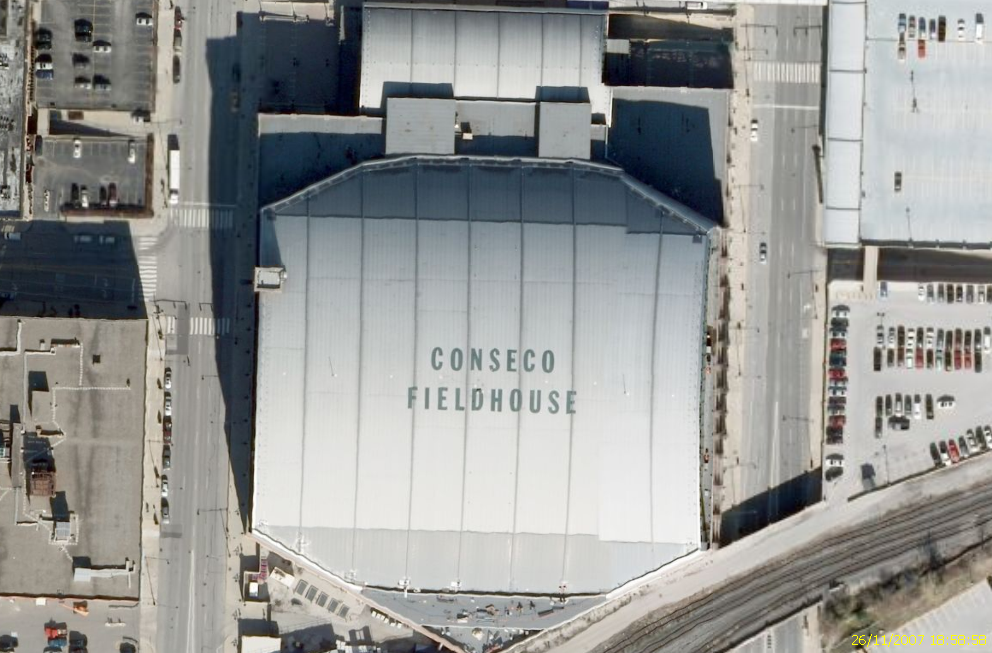
Image satellite
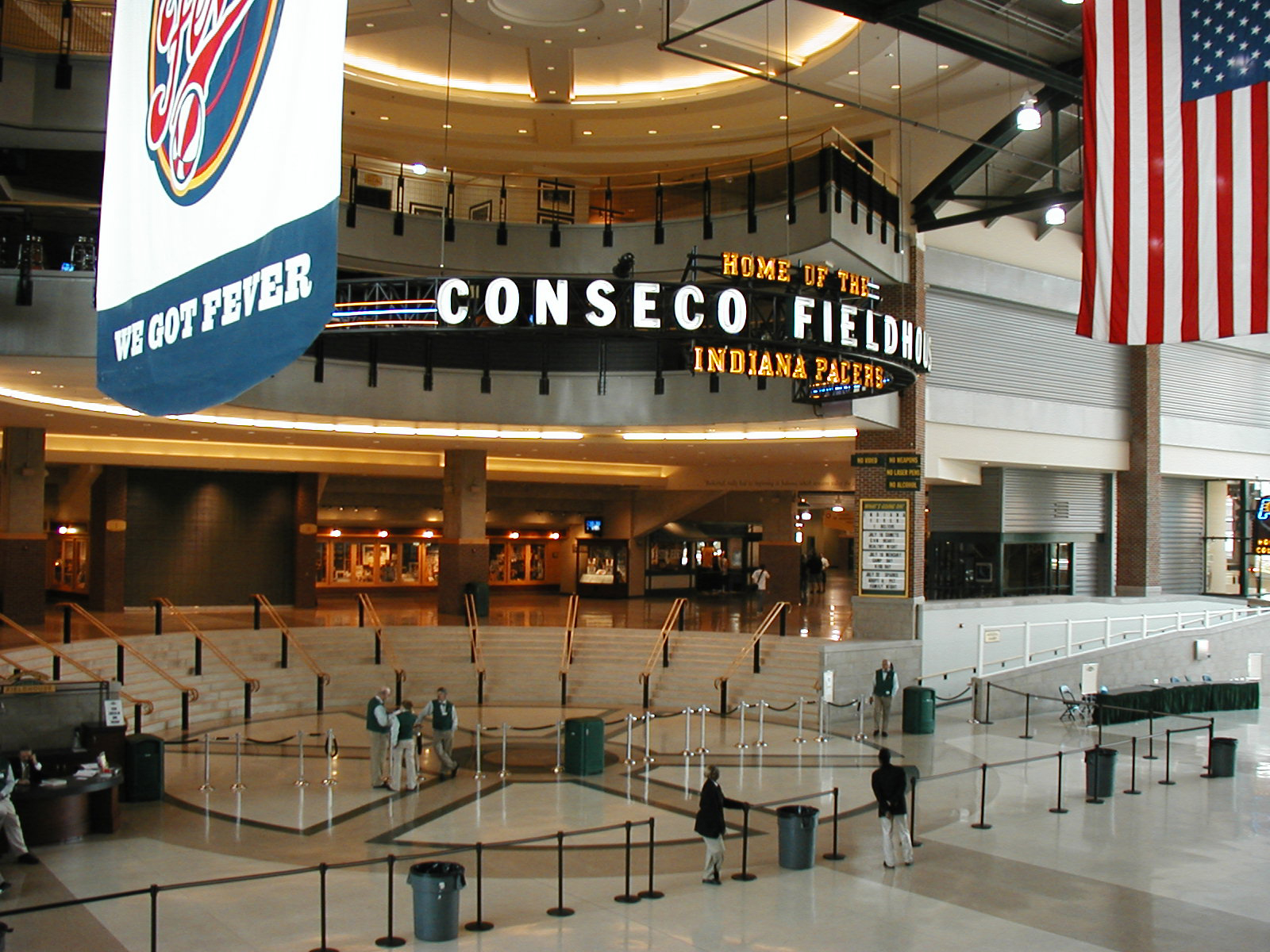
Le lobby
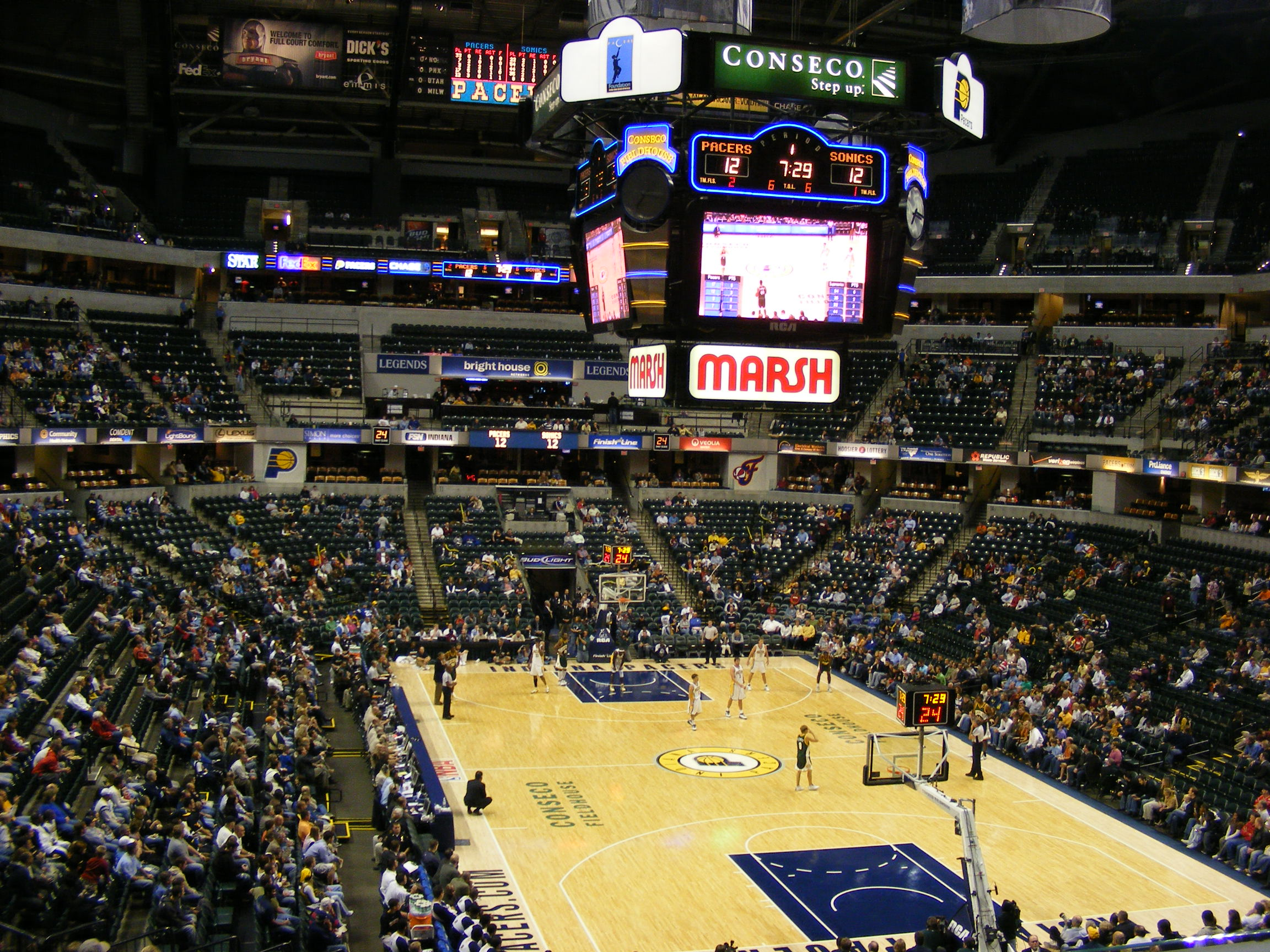
Intérieur
Ancien logo